# ガンゴートリー氷河
ガンゴートリー氷河（ガンゴートリーひょうが、ヒンディー語: गंगोत्री、Gangotri Glacier） は、インドのウッタラーカンド州ウッタルカーシー県に位置する氷河。ヒマラヤ山脈の氷河として最大級の一つ。ガンジス川の主要な源泉の一つであり、長さ29km、幅2から6km、総面積143km2、推定27.75km3の体積を有する。
ガンゴートリー山系に囲まれており、最高峰チャウカンバ山の圏谷を北西方向に流れる。終端部はガンゴートリーから19km離れたガウムク（ヒンディー語: गौमुखまたはगौमुखी、アッサム語及びベンガル語: গোমুখまたはগোমুখী、Gaumukh、Gomukh、牛の口）であり、ガンジス川の源流の一つであるバーギーラティー川に至る。
ヒンドゥー教の巡礼地でもあり、敬虔な信者はガンゴートリー付近で冷水により沐浴する儀式を行い、多くはガウムクまで赴き、少数の者はさらにタポバンを訪れるが、この巡礼路は2013年インド北部洪水により、2kmにわたって岩が散乱する地帯が生じるなどの損傷が発生している。

## 地形
北緯30度43分22秒から55分49秒、東経79度4分41秒から16分34秒の、海抜4120mから7000m地点に位置する谷氷河である。主中央衝上断層の北に位置し、基岩は花崗岩、柘榴石の雲母を含む結晶片岩、水晶の黒雲母を含む結晶片岩、藍晶石を含む結晶片岩、眼球片麻岩、縞状眼球片麻岩からなる。
崩壊する末端部では一部が溶融して氷河上湖となり、末端部中央は氷河上湖で満たされることになる。これは、ヒマラヤ山脈の高地における流水の特徴の一部である。

## 源
ガンゴートリー氷河の源となるのは、主にRaktvarn氷河（15.9km）、チャトランギ氷河（22.45km）、Kirti氷河（11.05km）の3つの氷河で、この他18以上の氷河が源となっている。2000年のHNBガルワール大学の論文では、これらを加えたガンゴートリー氷河系の総面積は、258.56km2。内訳はガンゴートリー氷河が109.03km2、チャトランギ氷河（72.91km2）、Raktvarn氷河（45.34km2）、Kirti氷河（31.28km2）、他の4氷河計29.412（内Bhirgupanth氷河が14.95km2）であった。

## 後退

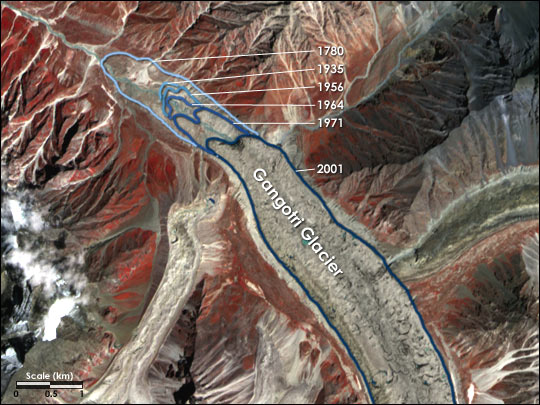
ガンゴートリー氷河の後退

NASAとアメリカ地質調査所及び国立雪氷データセンターの共同調査により、長さ30.2km、幅0.5から2.5kmのヒマラヤ山脈最大の氷河とされた。計測が開始された1780年より後退を続けており、1936年から1996年の期間では1147m（年平均19m）後退していた。20世紀最後の25年間に限れば後退は850m（年平均34m）に至り、1996年から1999年には76mであった。